# Jordi Calafat
Jordi Calafat, né le 27 juin 1968 à Palma de Majorque, est un skipper espagnol.
Il participe aux Jeux olympiques d'été de 1992 et aux Jeux olympiques d'été de 1996 en concourant dans les épreuves du dériveur double 470. En 1992, à domicile, il remporte le titre olympique avec son coéquipier Francisco Sánchez Luna. En 1996, à Atlanta, il termine à la neuvième place.

## Palmarès

### Jeux olympiques
- Jeux olympiques de 1992 à Barcelone,  Espagne
  -  Médaille d'or.